# Peter Pan (1924)
Peter Pan is een Amerikaanse stomme film uit 1924 onder regie van Herbert Brenon.
De film was de eerste verfilming van Peter Pan, bedacht door J.M. Barrie. De film werd een enorm succes, vooral vanwege de speciale effecten, die voor die tijd verbluffend waren. De film werd in 2000 opgenomen in de National Film Registry.

## Verhaal
Peter Pan is een jongen die niet wil opgroeien. Hij woont in Nooitgedachtland en ontmoet op een dag Wendy. Hij neemt haar mee naar Nooitgedachtland. Hier zullen ze het, samen met hun andere vrienden, moeten opnemen tegen Kapitein Haak en zijn bemanning.

## Rolverdeling
| Acteur               | Personage       |
| -------------------- | --------------- |
| Betty Bronson        | Peter Pan       |
| Mary Brian           | Wendy Darling   |
| Ernest Torrence      | Kapitein Haak   |
| Virginia Brown Faire | Tinkelbel       |
| Anna May Wong        | Tiger Lily      |
| Philippe De Lacy     | Michael Darling |
| Cyril Chadwick       | Meneer Darling  |
| Esther Ralston       | Mevrouw Darling |
| Jack Murphy          | John Darling    |